# Armanitola
Armanitola (beng. আরমানিটোলা) – dawna ormiańska dzielnica znajdująca się na terenie Starego Miasta w Dhace. W 1781 roku został tam zbudowany Ormiański Kościół Świętego Zmartwychwstania, a w 1875 roku wybudowano Gwiaździsty Meczet.